# The Chicks
The Chicks — американський музичний гурт, що працює в напрямках кантрі, кантрі-рок i фольк.
Заснований 1989 року в Далласі сестрами Марті і Емілі Ервін, а також Лаурою Лінч і Робін Лінн Маци. До 2007 року команда виграла 13 премії «Греммі». Станом на березень 2008 року в її активі — понад 36 мільйонів проданих копій альбомів.

## Дискографія

### Альбоми
- 1992 — Little Ol' Cowgirl
- 1992 — Thank Heavens for Dale Evans
- 1993 — Shouldn't a Told You That
- 1998 — Wide Open Spaces
- 1999 — Fly
- 2002 — Home
- 2003 — Top of the World Tour: Live
- 2006 — Taking the Long Way
- 2020 — Gaslighter